# Giovan Giacomo Pandolfi

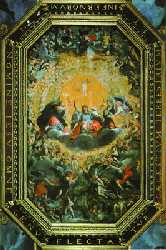
soffitto della chiesa del Nome di Dio a Pesaro, dipinto da G.G. Pandolfi, 1617-1619.

Pieve di Candelara, Madonna in gloria con i Santi Terenzio, Giovanni, Marco e Antonio Abate, G.G. Pandolfi, 1613

Giovan Giacomo Pandolfi (Pesaro, 1567 ca. – post 1636) è stato un pittore italiano, che nacque e operò principalmente a Pesaro.

## Biografia
Figlio del pittore Giovanni Antonio Pandolfi, Giovan Giacomo (alias Gian Giacomo o Giovanni Giacomo) studiò con Federico e Taddeo Zuccari, ma fu fortemente influenzato anche da un altro artista, Federico Barocci.
Trasferitosi da giovane a Roma, visse negli ultimi anni del XVI secolo a Rieti, dove ha lasciato diverse opere.
In seguito tornò a vivere nella sua città natale, dove tra il 1617 e il 1619 dipinse il suo capolavoro, che adorna il soffitto e l'Oratorio del Nome di Dio. Realizzò molti altri dipinti in altre chiese e conventi, come nella chiesa pesarese di sant'Andrea, la pieve di Santo Stefano a Candelara, quella di san Gimignano a Sant'Angelo in Vado, nella chiesa di Santa Veneranda a Pesaro, nella pieve di Apecchio e nella chiesa di San Pietro in Valle a Fano.
Il suo stile segue il manierismo emiliano, caratterizzato dallo sfumato dei colori e da corpi umani ben arrotondati. Tra i suoi allievi troviamo Simone Cantarini e Domenico Peruzzini.